# Mohchatrivier
De Mohchatrivier  (Zweeds: Mohchatjåkka of Mochatjohka) is een beek die stroomt in de Zweedse  gemeente Kiruna. De beek verzorgt de afwatering van een meer dat naast de Lainiorivier ligt. De rivier is nauwelijks 3 kilometer lang, voordat zij de Lainiorivier in stroomt.
Afwatering: Mohchatrivier → Lainiorivier → Torne → Botnische Golf